# Macandé
Macandé est le surnom de Gabriel Díaz Fernández, chanteur et vendeur ambulant espagnol né à Cadix en 1897 et mort en 1947.

## Biographie
Son enfance se déroule à Cadix dans une famille gitane où la musique et la danse prennet une part importante. Francisco Gabriel Díaz Fernández se fait remarquer par sa timidité et son caractère taciturne. Il est surnommé Macandé qui signifie « fou ». Il commence à travailler jeune, en vendant des bonbons dans les rues. Il prend l'habitude d'attirer sa clientèle par un chant particulier, mêlant des mélodies asturiennes, des tangos, des fandangos...
Vers 1924, il épouse Encarnación Fernández Durán, qui est muette. De cette union naissent deux enfants, également muets. Ce climat familial mutique semble avoir contribué à la survenue chez lui de troubles psychiatriques : le diagnostic de schizophrénie est posé et il est hospitalisé à partir de 1935 à l'hôpital psychiatrique provincial de Cadix, où il meurt de tuberculose.

## Production artistique
Son parcours artistique se déroule principalement au début des années 1930. Il se produit alors dans des cafés et des théâtres de la région d'Algésiras, parfois en compagnie de Niño de Marchena.
On lui doit des fandangos artísticos, et également d'autres chansons, en particulier des siguiriyas et des soleares. Ses fandangos ont fait l'objet d'enregistrements par Ángel de Álora (es) et Flores El Gaditano (es), et, plus tard, par Camarón de la Isla. D'autres chanteurs, tels José Reyes el Negro et Agujetas el Viejo, l’ont conservé dans leur répertoire et l’ont fait connaître.

## Postérité
En 2024, l'illustratrice Laura Pérez Vernetti (es) lui rend hommage à travers plusieurs portraits expressionnistes.